# Annoisin-Chatelans
Annoisin-Chatelans là một xã thuộc tỉnh Isère, vùng Rhône-Alpes đông nam nước Pháp. Xã này nằm ở khu vực có độ cao từ 280-452 mét trên mực nước biển.